# John C. Pemberton

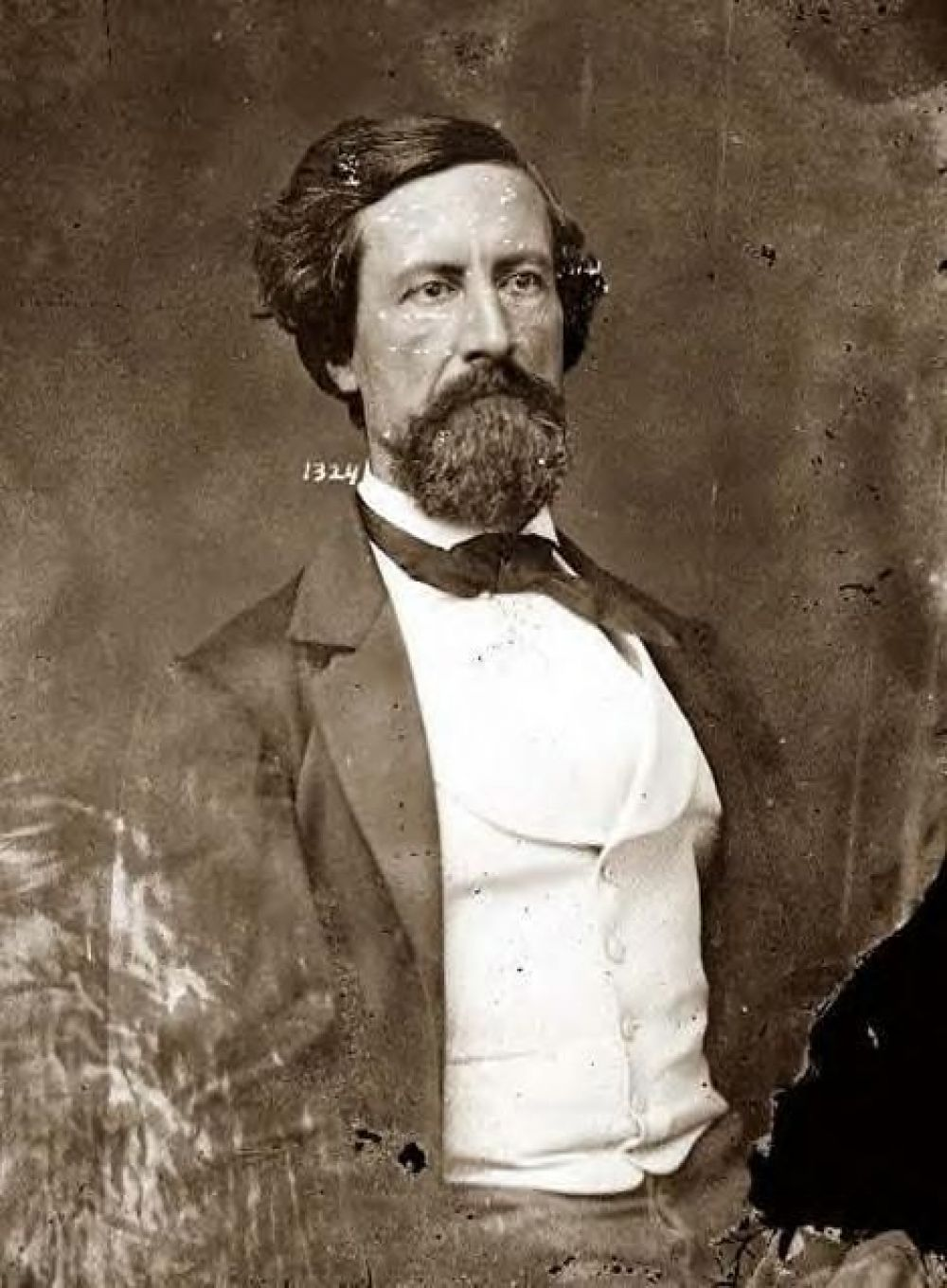
John C. Pemberton

John Clifford Pemberton (* 10. August 1814 in Philadelphia, Pennsylvania; † 13. Juli 1881 in Penllyn, Pennsylvania) war Berufsoffizier im US-Heer und General im konföderierten Heer im Amerikanischen Bürgerkrieg. Er ist besonders bekannt für seine Niederlage in der Schlacht um Vicksburg.

## Leben
Pemberton wurde in Philadelphia, Pennsylvania geboren. Er macht seinen Abschluss an der US-Militär-Akademie in West Point, New York 1837 als 27. seines Jahrgangs. Er diente danach in der Artillerie und nahm am amerikanisch-mexikanischen Krieg teil. Zu Beginn des Bürgerkriegs quittierte er den Dienst im US-Heer und schloss sich den Konföderierten Staaten von Amerika an, obwohl er im Norden geboren war. Dies erklärt sich aus dem Einfluss seiner Frau, die in Virginia geboren war, und vielen Dienstjahren in den Südstaaten. Deswegen fühlte er sich dem Süden verbunden.
Pemberton wurde am 10. Oktober 1862 zum Generalleutnant befördert und erhielt den Auftrag, die Stadt Vicksburg, Mississippi und den Mississippi zu verteidigen und zu halten. Sein Gegner war Generalmajor Ulysses S. Grant. In den Vicksburgfeldzügen war Pemberton in der Unterzahl, aber auch in seinen Fähigkeiten als Truppenführer seinem Gegenpart weit unterlegen. Grant überraschte ihn, als er den Fluss südlich der Stadt überquerte, und besiegte Pemberton und General Joseph E. Johnston in einer Anzahl von Gefechten im ganzen Staat Mississippi. Zum Abschluss belagerte Grant erfolgreich Pemberton in Vicksburg. Entsatz- und Ausbruchsoperationen scheiterten an mangelnder Koordination zwischen dem Präsidenten, dem Oberbefehlshaber West und Pemberton. Pemberton verteidigte die Stadt mehr als sechs Wochen lang und musste wegen Verpflegungsmangel den Kampf aufgeben. Am 4. Juli 1863 kapitulierte Pemberton gegenüber der Tennessee-Armee und übergab die Stadt an Grant. Die USA hatten eines ihrer Kriegsziele erreicht und den Mississippi für ihren Verkehr geöffnet.
Nach seiner Kapitulation wurde Pemberton als Gefangener ausgetauscht und kehrte in den Dienst zurück, doch legte er seinen Generalsrang freiwillig nieder und diente als Oberstleutnant der Artillerie bis zum Ende des Krieges. Dies ist ein Zeugnis für seine Ergebenheit für die Sache des Südens. Als der Krieg zu Ende war, lebte John Pemberton in Virginia und Pennsylvania. Er starb in Penylln, Pennsylvania, und ist auf dem Laurel-Hill-Friedhof in Philadelphia begraben.